# もっとずっと一緒に居たかった/ROCKエロティック
| 専門評論家によるレビュー     | 専門評論家によるレビュー |
| レビュー・スコア             | レビュー・スコア         |
| 出典                         | 評価                     |
| ---------------------------- | ------------------------ |
| Billboard JAPAN （平賀哲雄） | 肯定的                   |

「もっとずっと一緒に居たかった/ROCKエロティック」（もっとずっといっしょにいたかった/ロックエロティック）は、Berryz工房の33枚目のシングル。2013年10月2日にアップフロントワークス（PICCOLO TOWNレーベル）から発売された。

## 概要
初回限定盤A・B・C・D、通常盤の5形態で発売。初回限定盤A・B・CはCD＋DVD、初回限定盤Dと通常盤はCDのみ。全ての初回限定盤にイベント抽選シリアルナンバーカードが封入されている。

## 収録曲
全作詞・作曲：つんく

### 初回限定盤A・B・C、通常盤
1. もっとずっと一緒に居たかった [4:12］
編曲：江上浩太郎
2. ROCKエロティック [4:17]
編曲：鈴木俊介
3. I’m so cool! [4:53]
編曲：近藤圭一
4. もっとずっと一緒に居たかった (Instrumental) [4:11]
5. ROCKエロティック (Instrumental) [4:17]

#### 初回限定盤A付属DVD
1. もっとずっと一緒に居たかった (Music Video)
2. もっとずっと一緒に居たかった (Dance Shot Ver.)

#### 初回限定盤B付属DVD
1. ROCKエロティック (Music Video)
2. ROCKエロティック (Dance Shot Ver.)

#### 初回限定盤C付属DVD
1. もっとずっと一緒に居たかった (Close-up Ver.)
2. ROCKエロティック (Close-up Ver.)
3. メイキング映像

### 初回限定盤D
1. もっとずっと一緒に居たかった [4:12]
2. ROCKエロティック [4:17]
3. 恋するテクニック [4:30]
編曲：鴇沢直
4. もっとずっと一緒に居たかった (Instrumental) [4:11]
5. ROCKエロティック (Instrumental) [4:17]

## 参加ミュージシャン
もっとずっと一緒に居たかった
- プログラミング：江上浩太郎
- コーラス：CHINO

ROCKエロティック
- プログラミング&ギター：鈴木俊介
- コーラス：清水佐紀・CHINO

I'm so cool!
- プログラミング：近藤圭一
- コーラス：CHINO

恋するテクニック
- プログラミング：鴇沢直
- コーラス：CHINO